# Ulla Faleij
Ulla Faleij, född 1946, är en svensk silversmed.  
Faleij studerade vid Konstfackskolan i Stockholm och avlade gesällprov i silversmide 1976. Hon har varit verksam som silversmed med egen ateljé sedan 1975. Hon har medverkat i ett stort antal samlingsutställningar i Dalarna samt medverkat i utställningarna Haute Couture på Röhsska konstslöjdmuseet i Göteborg, Signerat på Form/Design Center i Malmö, konsthantverksutställningar på Sofiero i Helsingborg, Nordens hus i Reykjavik och en smyckemässa i Osaka, Japan. Separat har hon ställt ut på bland annat Konsthantverkarna i Stockholm och Nutida svenskt silver i Stockholm. Bland hennes offentliga arbeten märks föremål för Orsa kyrka, Skattunge kyrka, Andreasgården och Riksorganisationen Folkets hus och parker. 